# Imran Khan
Imran Ahmad Khan Niazi (urdu: عمران احمد خان نیازی,pashto: عمران خان نیازی, født 5. oktober 1952 i Lahore) er en pakistansk politiker og tidligere cricketspiller, der var Pakistans 22. premierminister fra august 2018 til april 2022. Han grundlagde i 1996 det politiske parti Pakistan Tehreek-e-Insaf (PTI) og var formand for det til 2023. Han var kaptajn for Pakistans cricketlandshold op gennem 1980'erne og begyndelsen af 1990'erne.
Khan blev født ind i en familie af pashtunere og uddannede sig fra Keble College (en) i Oxford, Storbritannien. Han begyndte sin internationale cricketkarriere i 1971. Khan spillede indtil 1992, fungerede som holdets kaptajn ad flere omgange mellem 1982 og 1992 og vandt i 1992 VM i cricket, hvilket til dato er Pakistans eneste VM-sejr. Khan, der betragtes som en af cricketsportens store allroundspillere, blev senere optaget i ICC Cricket Hall of Fame. Han spillede i alt 88 testkampe og 175 landskampe fra 1971 til 1992.
Khak blev ved parlamentsvalget i 2002 valgt ind i nationalforsamlingen, hvor han var en del af oppositionen. PTI boykottede parlamentsvalget i 2008 og blev det næststørste parti ved parlamentsvalget i 2013. Ved parlamentsvalget i 2018, hvor partiet anlagde en populistisk linje, blev PTI det største parti i nationalforsamlingen og dannede en koalitionsregering med uafhængige medlemmer. Her blev Khan premierminister.
Som premierminister håndterede han en betalingsbalancekrise, hvilket krævede redningsaktioner fra IMF. Han stod i spidsen for et land, der havde underskud på de løbende poster. Khan begrænsede forsvarsudgifterne for at begrænse underskuddet, hvilket førte til nogen økonomisk vækst. Han vedtog politikker, der øgede skatteopkrævningen og investeringerne i landet. Regeringen forpligtede sig en overgang til vedvarende energi, lancerede velfærdsprogrammet Ehsaas og Plant for Pakistan-initiativet. Han var også premierminister under coronapandemien, der skabte økonomisk uro og stigende inflation i landet, hvilket truede hans politiske position.
Under en forfatningsmæssig krise blev Khan den første premierminister, der blev fjernet fra embedet gennem et mistillidsvotum. Det skete 10. april 2022. 11. april blev Shehbaz Sharif udnævnt til ny premierminister.

## Retssager
I august 2022 blev Imran Khan tiltalt for at have overtrådt antiterrorlovgivningen, efter at han i en tale truede med at sagsøge ledende politifolk, embedsmænd og en dommer, der alle havde været indblandet i anholdelsen af en af Khans ledende støtter. I oktober 2022 blev han af landets valgkommission kendt uværdig til at sidde i nationalforsamlingen grundet en verserende sag om korruption. I november overlevede han et attentatforsøg i forbindelse med et politisk stormøde i Wazirabad (en) i Punjab, men blev ramt af skud i benet. Imran Khan stod efterfølgende i spidsen for en march, der krævede nyvalg. 
Efterforskningen i korruptionssagen førte til, at Imran Khan 9. maj 2023 blev anholdt af paramilitære styrker, der tvang sig vej ind i landets højesteret. Protester brød ud over hele Pakistan, hvilket førte til anholdelse af flere tusinde af Khans tilhængere, ligesom militære anlæg blev ransaget. Efter sin løsladelse beskyldte Imran Khan en stabschef i militæret, Asim Munir, for anholdelsen. 5. august 2023 blev Imran Khan idømt en fængselsstraf på tre år for at have misbrugt embedet som premierminister til at købe og sælge gaver, der tilhørte staten, og som var modtaget under diplomatiske besøg i udlandet.  29. august suspenderede en pakistansk appeldomstol fængselsstraffen og gav ham mulighed for at blive løsladt mod kaution.   Khan forblev dog fængslet for en anden sag, hvor han var sigtet for at lække statshemmeligheder. Den 30. januar 2024 idømte en særdomstol ham 10 års fængsel, fordi han havde lækket et fortroligt diplomatisk telegram, der angiveligt beviser, at USA med støtte fra Pakistans militær medvirkede til, at han blev væltet som premierminister.